# Mathurin Jousse
Mathurin Jousse, genannt Aîné (der Ältere) (* gegen 1575 in La Flèche; † 1645 ebenda), war Schlossermeister und Verfasser von Traktaten über das Kunsthandwerk des Schlossers, über den Steinschnitt (Stereotomie) sowie zur darstellenden Geometrie.

## Schriften
- La fidelle ouverture de l’art de Serrurier..., La Flèche, Georges Griveau, 1627 (Online-Digitalisat Gallica)
- Le théâtre de l’art de charpentier enrichi de diverses figures..., La Flèche, Georges Griveau, 1627 (Online-Digitalisat Gallica, Online-Digitalisat e-rara)
- Le secret d’architecture..., La Flèche, Georges Griveau, 1642 Online-Digitalisat e-rara
- La perspective positive de Viator latine et françoise. Reveüe augmentée et réduite de grand en petit par Mathurin Jousse, La Flèche, Georges Griveau, 1635 (Online-Digitalisat INHA)

| Personendaten    | Personendaten                                       |
| ---------------- | --------------------------------------------------- |
| NAME             | Jousse, Mathurin                                    |
| ALTERNATIVNAMEN  | Aîné                                                |
| KURZBESCHREIBUNG | französischer Schlosser und Verfasser von Traktaten |
| GEBURTSDATUM     | um 1575                                             |
| GEBURTSORT       | La Flèche                                           |
| STERBEDATUM      | 1645                                                |
| STERBEORT        | La Flèche                                           |